# XECNA
Xarxa d'Establiments amb Consciència Nacional (XECNA) és una empresa de distribució especialitzada en productes catalans –majoritàriament begudes– formada per diversos establiments de Catalunya i establert a Sant Feliu de Codines, al Vallès Oriental. Depèn d'Apats Foods, S.L., una empresa familiar basada amb la filosofia de producció del slow food. Fou fundada per Ramon Carner i Alivés, que n'és el president. Està associada amb el Cercle Català de Negocis, una associació empresarial catalana.

## Història
XECNA va participar en la Fira Alimentària celebrada a Barcelona del 22 al 26 de març del 2010 amb l'objectiu d'obrir nous mercats i buscar distribuïdors internacionals.

## Productes
- Alter Cola (beguda de cola)
- Bombó Cracks
- Cava de Sant Jordi
- Ferret Mateu Novell
- Licor autèntic d'avellana
- Licor càtar
- Matina, el te català
- Moscatell General Moragues
- Refreskcat
- Rom daurat Cristòfor Colom
- Tònica Catalana - 33
- Vermouth Murcarols
- Vermut català
- Vi 11 de setembre
- Vi Blanc 'Tot Pagat' Francesc Pujols
- Vins de la Cooperativa Agrícola de Garriguella
- Whisky Jaume I